# Fyodor Kuznetsov
Fyodor Isidorovich Kuznetsov (russo: Фёдор Исидорович Кузнецов; Moscou, 29 de setembro de 1898 - Moscou, 22 de março de 1961) foi um coronel general e comandante militar da União Soviética. Membro do Partido Comunista da União Soviética desde 1938, participou da Guerra de Inverno.

## Biografia
Nascido em uma família camponesa na província de Mogilev (atual Horki Raion, Oblast de Mogilev da Bielorrússia), Kuznetsov serviu no Exército Imperial Russo durante a Primeira Guerra Mundial e continuou seu serviço no Exército Vermelho dos bolcheviques. Durante a Guerra Germano-Soviética, ele inicialmente comandou a Frente Noroeste durante a Operação Defensiva Estratégica do Báltico até 30 de junho de 1941, mas foi dispensado no início de agosto de 1941 (substituído pelo General Major Pyotr Sobennikov). Em uma sessão de Stavka em 12 de agosto de 1941, ele recebeu o comando do novo 51º Exército Independente, mas foi substituído por Pavel Batov em outubro de 1941 durante a defesa da Crimeia. Mais tarde, serviu como comandante temporário da Frente Central (julho-agosto de 1941), Chefe do Estado-Maior do 28º Exército, Vice-Comandante da Frente Ocidental e comandante do 61º Exército.
De março de 1942 a junho de 1943, serviu como comandante da Academia de Estado-Maior, e de agosto de 1943 a fevereiro de 1944 como vice-comandante da Frente Volkhov e da Frente Carélia. De 1945 a 1948, comandou o Distrito Militar dos Urais, aposentando-se por motivo de doença.

Ele está enterrado no Cemitério de Novodevichy em Moscou.